# Apollo sauroctono

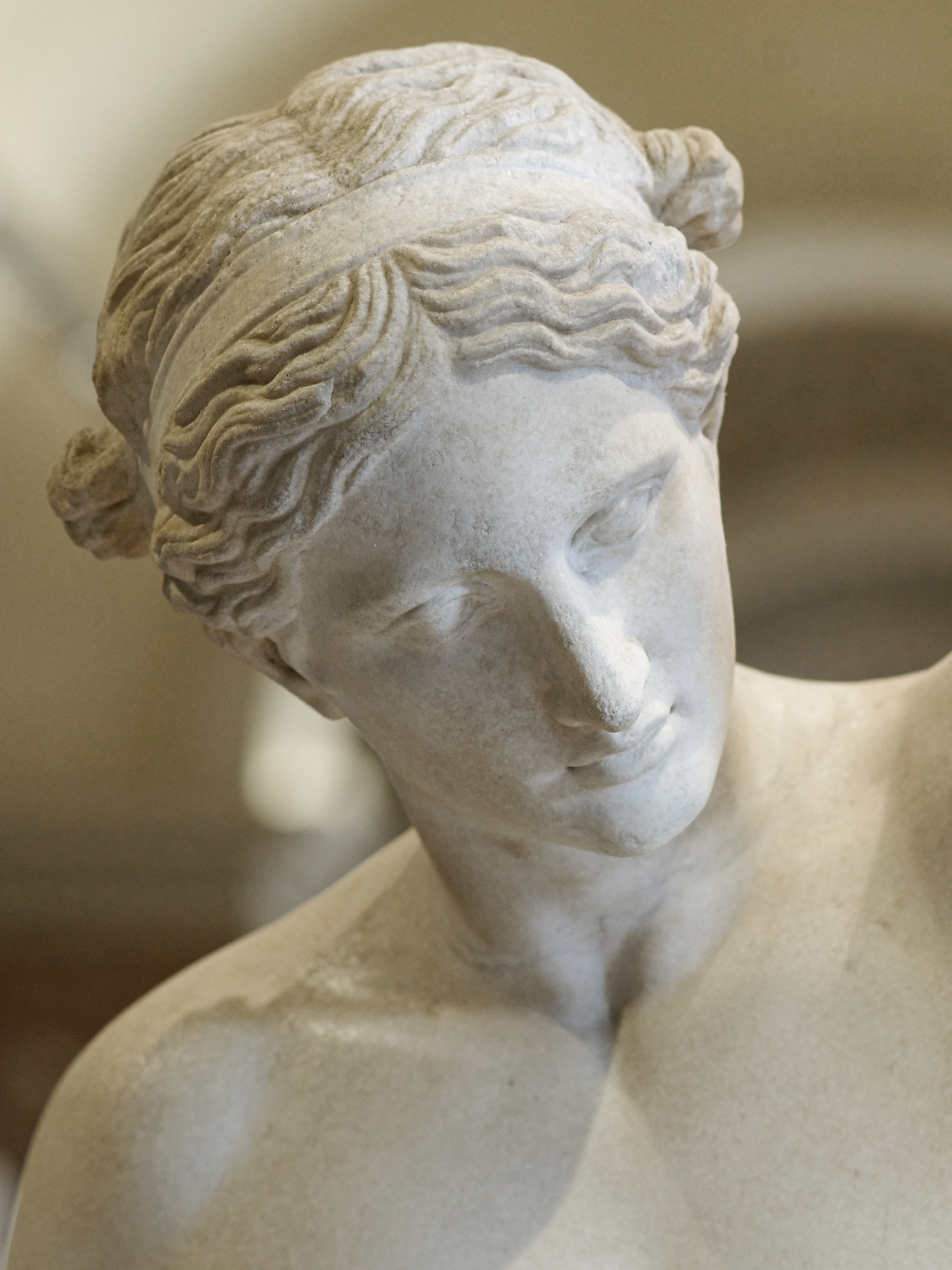
Dettaglio della testa

L'Apollo Sauroctono (dal greco, σαυροκτόνος, "uccisore del rettile") è una scultura bronzea, attribuita convenzionalmente a Prassitele. In epoca romana ne furono tratte numerose copie marmoree oggi visibili nei principali musei del mondo.

## Storia
La statua significava forse il ruolo protettivo di Apollo; nella mano destra il dio doveva reggere una freccia con cui si apprestava a colpire la lucertola, simbolo della malattia, dell'epidemia e del contagio, che si sta arrampicando sul tronco dell'albero.
Dell'opera si conoscono varie repliche, oltre a quella del Louvre, di provenienza Borghese: tra le migliori uno al Museo Pio-Clementino (inv. 750) e un Apollo  bronzeo al Cleveland Museum of Art (inv. 2004-30), che alcuni hanno anche ipotizzato essere l'originale prassitelico.

## Descrizione e stile

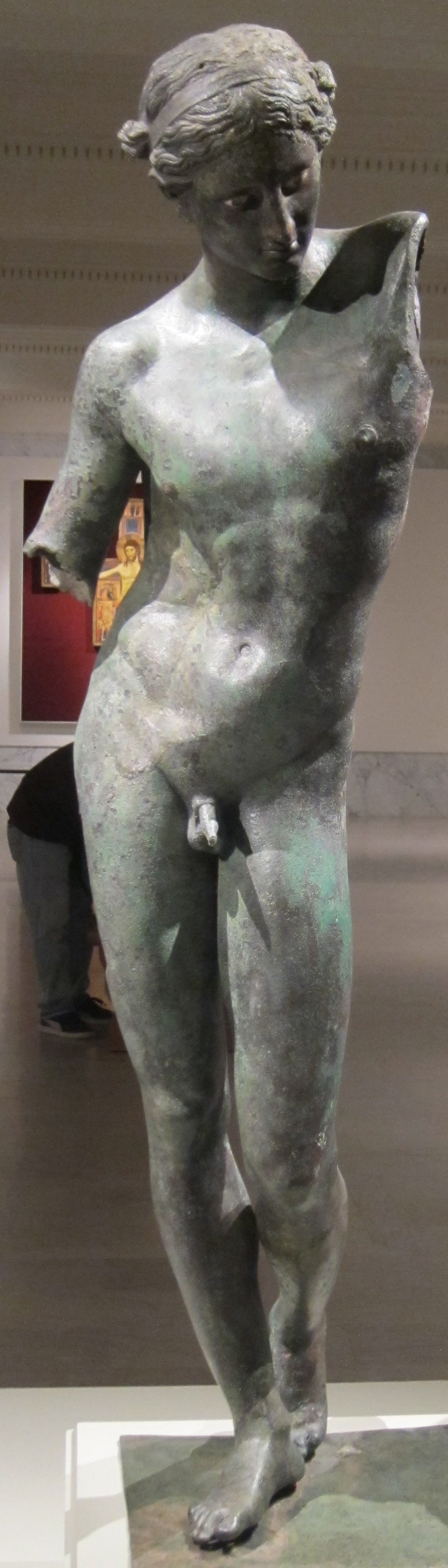
Apollo Sauroctonos, attribuito a Prassitele, 350 a.C., bronzo, 150 x 50.3 x 66.8 cm, Stati Uniti, Cleveland Museum of Art

Apollo è raffigurato come efebo: ancora giovanetto, nudo e dalle membra molli, acerbe, quasi femminile, si appoggia con morbido abbandono a un tronco d'albero (necessario per reggere la statua). Il piede sinistro, accostato al tallone destro, fa sì che la gamba sinistra sia completamente rilassata e quasi disarticolata, accrescendo il senso di grazia del tenero corpo flessuoso. L'impostazione non è più verticale e ferma come nelle opere degli scultori precedenti (si pensi a esempio al Doriforo di Policleto), ma più dinamica e sbilanciata, in grado di creare linee sinuose.
Il giovane dio, dallo sguardo un po' distratto, è colto nell'attimo in cui sta per trafiggere con uno stilo un ramarro arrampicatosi sul tronco. È un dio che sta giocando: si tratta quindi di un'attività che nessuno scultore delle età precedenti avrebbe mai pensato di attribuire a un essere divino.
Come la realizzazione dell'Afrodite Cnidia metteva in conto il coinvolgimento diretto dello spettatore, motore dell'azione considerato un evento chiuso in se stesso, suscettibile solo di essere guardato dall'osservatore, che quasi rubava alla divinità un istante di intimità,
anche nell'Apollo Sauroctonos al riguardante è dato di contemplare la nuova relazione fatta di spazi, gesti e sguardi.
Dal punto di vista iconologico, può trattarsi di una versione di Apollo Alexikakos (Ἀπόλλων Ἀλεξίκακος), ovvero protettore dal male. Infatti Apollo era anche dio della luce e, in quanto dispersore di tenebre, difendeva gli uomini da vari pericoli: così agli epiteti alexikakos e apotropaios si affiancavano quelli di smintheus (come difesa dal morso dei topi) e parnopios (che salva dalle cavallette).

## Galleria d'immagini

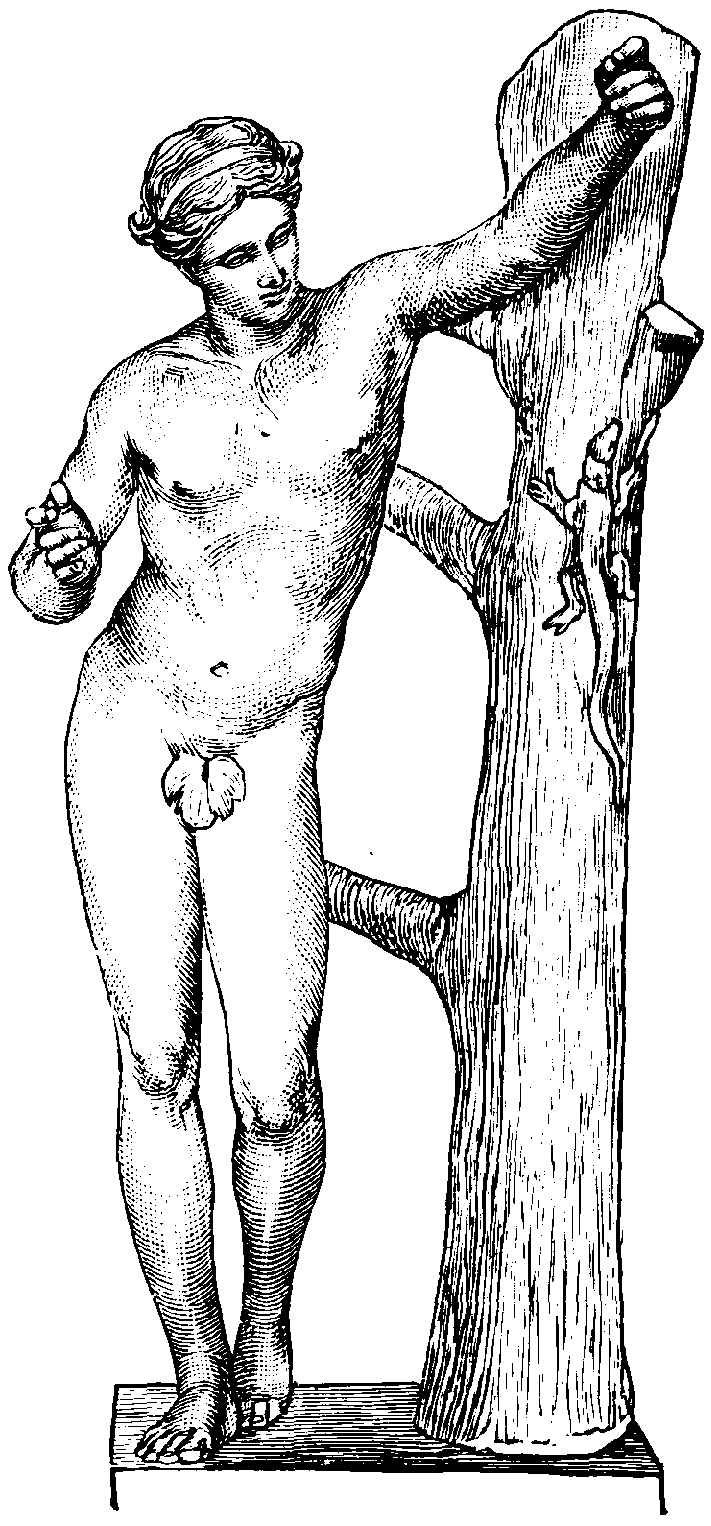
Ricostruzione grafica